# 傳遞娛樂
傳遞娛樂（英語：Transmit Entertainment Limited，港交所：港交所：1326），舊稱天馬影視文化控股，以及天馬影視文化（英語：Pegasus Entertainment Holdings Limited），在2009年由黃百鳴及其兒子黃子桓創立以「天馬電影出品有限公司」。總部位於香港灣仔告士打道128號祥豐大廈14樓B室，前身為天馬娛樂控股有限公司，公司旗下曾經營一間香港朗豪坊電影院，並交由院線Cinema City管理，惟最終該電影院於2024年結業，曾在2018年通过收购厚海文化进入中国大陆影视业务，2019年起开始涉足艺人经纪业务。

## 歷史
招股價為1港元，全面配售發行新股為1億股，集資額為1億港元，而股份則在2012年10月24日於港交所創業板上市，當時代碼為8039.HK，其後由於需要進行調整，故此押後至10月31日。直至在2015年1月9日轉往主板上市。
業務除了電影發行外，還經營製片、沖印、電視製作等，而最為矚目電影是《花田囍事2010》、《最強囍事》、《開心魔法》、《八星抱喜》、《忠烈楊家將》、《Z風暴》、《浮華宴》、《王家欣》等，而代理影片包括《人再囧途之泰囧》。
2013年11月5日天馬娛樂(08039)公佈，租賃香港九龍朗豪坊1、8、9及10層物業作為影院，名為Cinema City，自2014年7月23日起計至2024年7月22日屆滿。其院線在香港的市場2016年度佔有率為6%。
2017年4月，天馬娛樂分别租賃翡翠明珠廣場，糖街樂聲大廈地下至1樓，愉景新城及柴灣永利中心開設Cinema City戲院。
2017年10月，黃百鳴一家出售天馬影視股份58.71%，作價4.86億港元。由富力地產聯席董事長兼行政總裁張力的兒子張量全資持有的開曼公司NICE RICH GROUP LIMITED（NRGL公司）收購，張量是力量能源的控股股東兼執行董事。
2017年12月，天馬影視改名為傳遞娛樂，修訂上市公司章程。
2018年4月，公司正式改名為傳遞娛樂。
2020年8月，位於九龍灣國際展貿中心的星影匯將會轉變營運權，目前經營五家戲院的Cinema City接手營運權，並於9月1日起開始接手。而合和仍是業主並提供原有裝修及相關器材。
2021年1月19日，傳遞娛樂（前稱天馬影視）公布，將旗下位於銅鑼灣、柴灣及荃灣三間Cinema City戲院，連同影娛媒體宣傳業務售回予黃百鳴，總作價1.08億元。傳遞娛樂同時公布，將保留朗豪坊Cinema City電影院，並與黃百鳴一方訂立營運協議，交由對方繼續管理。
2022年2月15日，位於銅鑼灣糖街的Cinema City Victoria由於租約期滿及受疫情影響而結束營業。

## 連結
- 傳遞娛樂的新浪微博
- 傳遞娛樂的Facebook專頁
- YouTube上的傳遞娛樂頻道